# Zmijivský rajón
Zmijivský rajón (ukrajinsky Зміївський район) byl rajón v Charkovské oblasti na Ukrajině. Hlavním městem byl Zmijiv a rajón měl přibližně 73 tisíc obyvatel. 

## Sídla v rajónu
- Slobožanske
- Ziďky
- Zmijiv